# Deák Ferenc Megyei és Városi Könyvtár (Zalaegerszeg)
A Deák Ferenc Megyei és Városi Könyvtár Zala vármegye legnagyobb közkönyvtára.  A könyvtár dokumentumainak száma megközelíti a negyedmilliót. Szolgáltatásaival – felnőtt- és gyermek olvasószolgálat, zenei gyűjtemény, helyismereti gyűjtemény, Nádas Péter-gyűjtemény, és megyei szolgáltatások – mind Zalaegerszeg városa, mind pedig Zala megye lakossága számára biztosítja az információhoz való hozzáférést.

## Nevének eredete
Zalaegerszegen a régi vármegyeháza előtt áll Deák Ferenc szobra. A nagy politikus itt kezdte közéleti pályafutását; ennek emlékére emelte a szobrot a vármegye közönsége 1879-ben , halála után három esztendővel, s 109 évvel később róla nevezték el a megye legnagyobb közkönyvtárát is.

## Története
Zala megyében először a XIX. század első felében próbálkoztak közkönyvtár alapításával, Skublics Károly földbirtokos adományára támaszkodva. Ez a gyűjtemény ma a Zala Megyei Levéltárban található. Az intézmény jogelődjét, a zalaegerszegi körzeti könyvtárat 1950-ben hozták létre, és 1952-től működik megyei könyvtárként. Az 1967-ben emelt épületet amely a tér nyugati oldalán áll, elválasztva egymástól az árnyas ligetet és a nyüzsgő piacteret. 1992-95 között felújították és átalakították, hogy harmonikusan illeszkedjen a történelmi környezetbe. A rekonstrukciónak köszönhetően a kötészetet kivéve minden szolgáltatás egy helyen, az épület falai között vehető igénybe. Zala megye önkormányzatai 1992-ben szerződést kötöttek, amelyben a megyei könyvtárat hálózati központtá jelölték ki, és legfontosabb feladatául a megye minden lakosa számára nyújtandó, általános felsőfokú könyvtári szolgáltatások biztosítását szabták meg. A kialakult gyakorlat szerint ezek közvetlenül, vagy más könyvtáron keresztül, könyvtárközi együttműködés keretében vehetők igénybe.

## Szolgáltatások
A könyvtár ma mintegy 250 ezer dokumentummal áll az olvasók rendelkezésére. Az állomány döntő többségét a könyvek teszik ki, melyben a nagy értékű muzeális példányok éppúgy megtalálhatók, mint a fontos helyismereti kiadványok, vagy a legújabb közgazdasági szakirodalom. A könyvek mellett a legfrissebb tájékozódást a napi és hetilapok, folyóiratok kínálják, melyekből több mint 300 félét vehetnek kézbe olvasóink. A fontosabbakat évekig őrzik, illetve bekötve archiválják. Zenei gyűjteményben mintegy 5000 db hagyományos lemez, 1300 CD-lemez és 1500 videofilm várja az érdeklődőket. A vak és gyengénlátó olvasók számára speciális hangoskönyveket biztosít a könyvtár, a legújabb technikák iránt érdeklődők CD-ROM illetve online adatbázisokat vehetnek igénybe.
Helyben minden dokumentum és információs adatbázis használható, csupán az állományvédelmi korlátozásokat kell betartani. A beiratkozott olvasók és az alkalmi látogatók a felnőtt és a gyermek olvasószolgálathoz fordulhatnak igényeikkel; mindkét szolgálati helyen használhatják a számítógépes katalógust és a teljes állományból kölcsönözhetnek. Kölcsönözni a védett állomány és az időszaki kiadványok kivételével szinte minden dokumentumot lehet.